# Rock'n Solex
 (septembre 2022).
 (janvier 2018).
Le Rock'n Solex est un festival qui se tient tous les ans à Rennes sur le Campus de Beaulieu. Il est organisé bénévolement par les étudiants de l'INSA Rennes depuis 1967, ce qui fait de lui le plus ancien festival étudiant de France,et le plus gros rassemblement de Solex européen. À ses débuts, le festival n'était qu'une course de Solex mais depuis les années 1980, des concerts viennent égayer les soirées des coureurs.

## Histoire
En 1986, le festival qui se nommait 24 Minutes de l’Insa change de nom et devient Rock'n Solex.

## Budget
En 2017, il est de 600 000€.

## Courses de Solex
La course de Solex est  l'une des plus importantes en Europe. Enregistrée auprès de l'UFOLEP dans la catégorie « 50 cm3 à galet », elle attire de nombreux coureurs (plus de 400) venus de toute la France. Chaque année, 150 équipages enfourchent leur Solex et prennent place sur la ligne de départ pour trois jours de slalom entre les bâtiments de l'INSA. La compétition compte trois épreuves : la technique, l’endurance et la vitesse.

### Technique

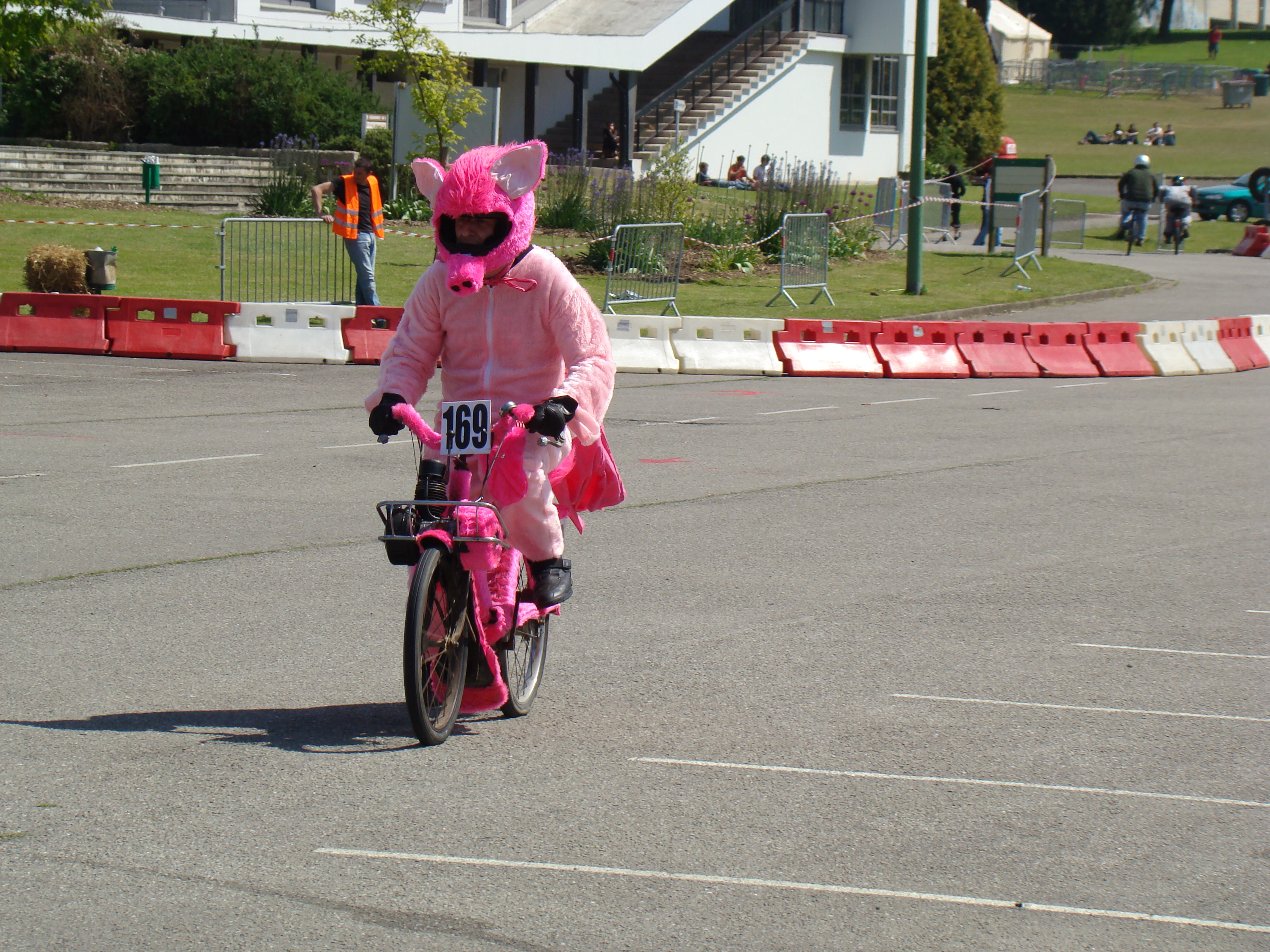
Un coureur déguisé pour le concours du costume le plus original.

Cette épreuve, réapparue en 2000 alors qu'elle avait été abandonnée pendant plusieurs années, récompense les pilotes qui savent marier vitesse et agilité. Cette épreuve est celle qui a le plus évoluée depuis sa création. On retrouvait en 2005 : 100 m départ arrêté ; relais ; slalom ; course de montée et radar.
En 2006, relais et slalom fusionnent en devenant un championnat et le 100 m disparaît. Deux autres épreuves apparaissent : pédalage moteur arrêté pour les origines et course de côte pour les prototypes. Cette 39e édition met de plus en place un contrôle du bruit et réservera même un créneau de deux heures de démonstration libre, pour les passionnés de mécanique notamment. En 2011, pour la 44e édition de la course, il ne reste que trois épreuves : slalom-relai (900 points) ; côte (900 points) et radar (1 200 points).
Le but de cette journée est d'installer l'ambiance dans les stands pour attaquer la suite du programme. Elle compte tout de même au classement général pour 3 000 points.

### Endurance

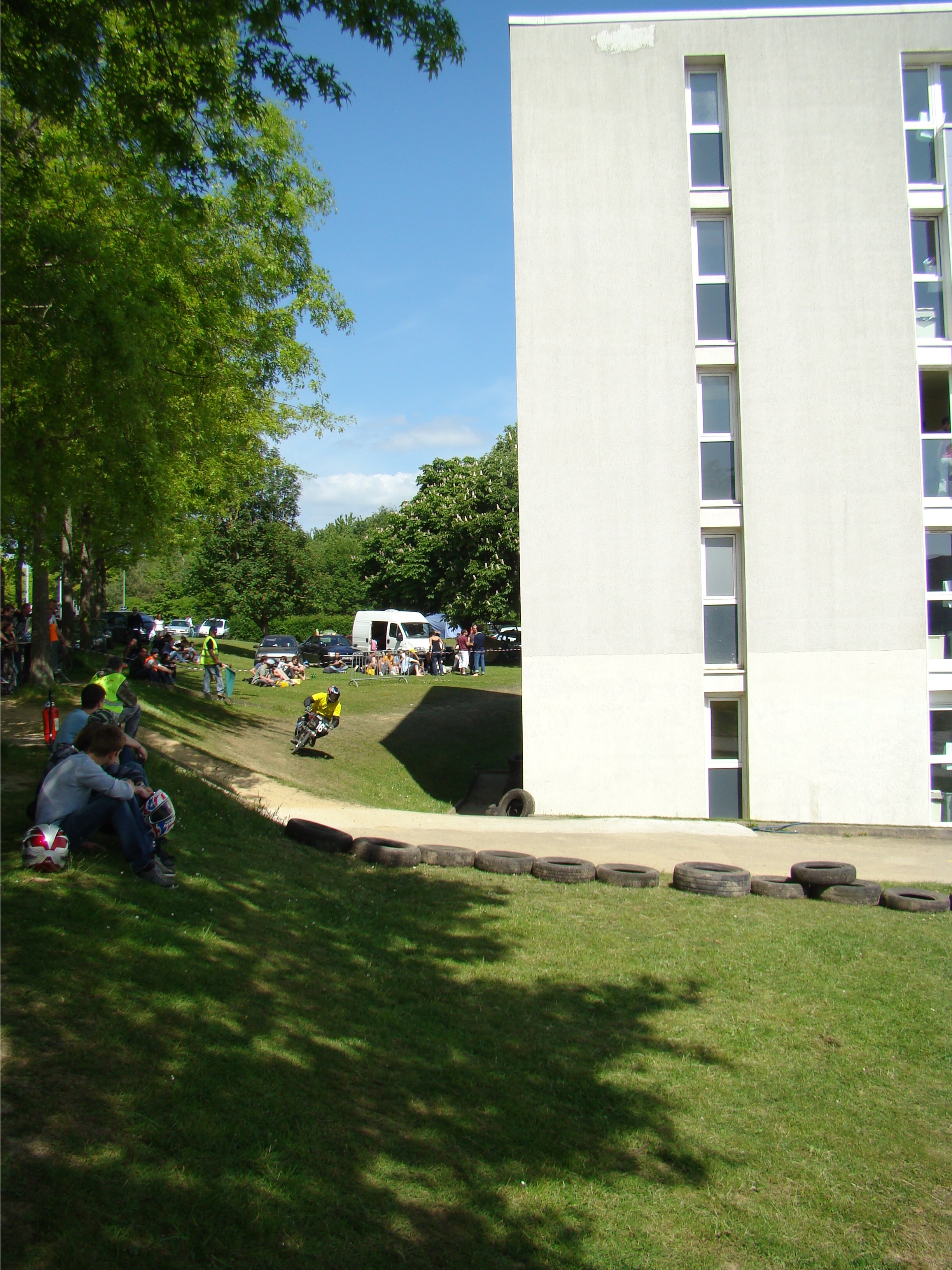
Le « virage du C » est un point de passage périlleux pendant l'épreuve d'endurance, surtout par temps de pluie.

L'endurance est l'épreuve reine de la compétition : après un départ façon 24 heures du Mans, les 150 équipages s'embarquent pour une course relais de 6 heures qui met à l'épreuve les Solex et leur pilote. L'enjeu est surtout mécanique : le circuit est connu pour abîmer les moteurs et nécessiter beaucoup de couple ; il faut néanmoins être rapide et faire le maximum de tours. Il n'est pas rare que les équipages préparent deux moteurs et échangent aux premières pannes.
Le départ est donné à midi pour terminer l'épreuve à 18 h. Elle compte pour 5 000 points au classement général. Un équipage est composé d'au moins deux pilotes qui se relaieront pendant les 6 heures de course. Pendant qu'ils ne sont pas sur la piste, les coureurs tiennent souvent un poste de commissaire sur une portion de circuit afin de prévenir les Solex de l'état de celle-ci.
La course d'endurance a ses fans, qui suivent le déroulement de la course de bout en bout, et soutiennent les équipes.

### Vitesse

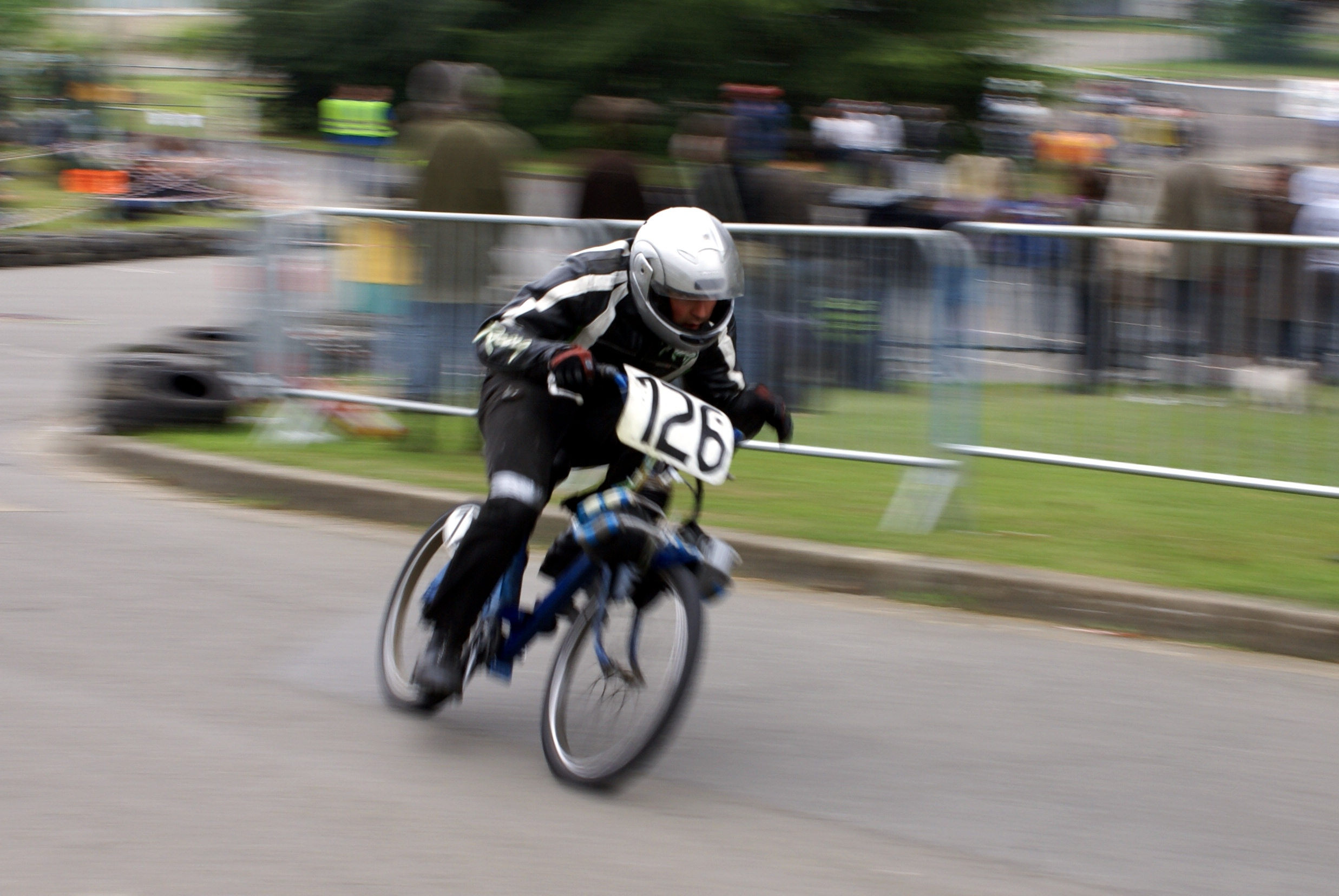
L'équipage no 126 pendant l'épreuve de vitesse, catégorie origine.

Organisée pour les deux catégories (origines et prototypes) sur un circuit plus court et plus propice à la vitesse que celui de l'épreuve d'endurance, cette course comprend des manches éliminatoires qui se déroulent tout au long de la journée. Les équipages sont d’abord répartis en trois poules pour finalement n'être plus que 25 sur la ligne de départ en finale, pour une manche en deux fois sept tours avec changement de pilote.
Bien que les manches de vitesse se déroulent indépendamment pour chaque catégorie, le vainqueur en catégorie origine est bien souvent invité à courir la finale en prototype.
Cette épreuve se déroule le dimanche après-midi. C'est la dernière du week-end et elle compte pour 4 000 points au classement général. Le soir venu, les coureurs se retrouvent autour du traditionnel pot de l'amitié pour la remise des trophées.
Le solex d'origine roule à environ 30 km/h.
Le solex prototype roule, suivant comment le coureur a modifié son engin, approximativement à 70 km/h, avec des pointes à plus de 85 km/h en descente.

## Fréquentation
En 2014, le festival attire 30 000 spectateurs sur quatre soirées.
En 2015, on compte 15 000 spectateurs.
En 2016, il y a 14 800 festivaliers sur trois soirs.

## Programmation
L'édition 2024 accueille la chanteuse Adèle Castillon, les rappeurs Lesram et Slimka, ou encore Aupinard.
En 2025, il était possible d'écouter Uzi, Bennett, Les Ramoneurs de menhir, Zélie, Génezio.